# فوکوتسو، فوکوئوکا
فوکوتسو در استان فوکوئوکا در کشور ژاپن واقع شده است  که دارای جمعیت ۵۵٬۱۲۳ نفر و مساحت ۵۲٫۷۰ کیلومتر مربع با تراکم جمعیت ۱٬۰۴۶  نفر در کیلومترمربع است و در تاریخ ۲۴ ژانویه ۲۰۰۵ به عنوان شهر شناخته شد.